# Lembitu

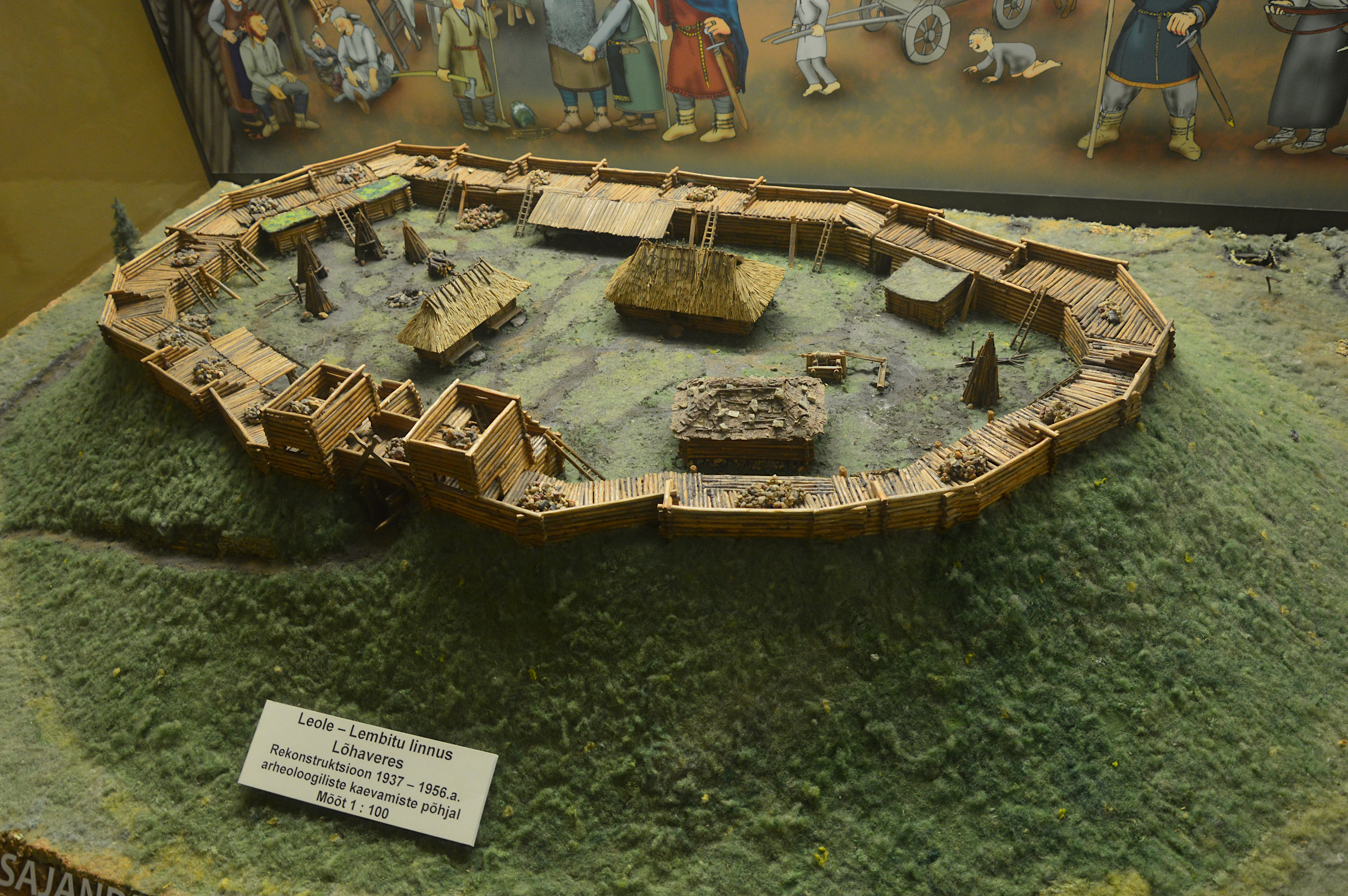
A Leole erőd rekonstrukciója a Viljandi Múzeumban. Az -es udvart 1- magas sáncok vették körül.

Lembitu, másképpen: Lembit (?, 12. század – Viljandi, 1217. szeptember 21.) észt vezér Sakala megyéből, a 13. század elején a német livóniai kardtestvéreknek az észt földek meghódításának elleni harcok katonai vezetője. Ő az egyetlen keresztes háborúk előtti észt uralkodó, akiről életrajzi adatok is ismeretesek (csak Henrik Livónia krónikája említi). 
Lembitu, latinul Lambite, Lembito vagy Lembitus néven is emlegetnek, először 1211-ben említik a krónikák. A Lembitu vezette csapatok elpusztítottak egy csapat misszionáriust a történelmi észt Sakala (Sackalia) megyében, és Pszkovig fosztogattak, az akkori Novgorodi Köztársaság városáig. 1215-ben Lembitu Lehola (Leal) erődjét (amely a mai Suure-Jaani város közelében található) elfoglalták a németek és Lembitu fogságba esett. 1217-ben szabadult.
Lembitu megpróbálta egyesíteni az észteket, hogy ellenálljon a német hódításnak. Sikerült egy 6000 fős észt hadsereget összeállítania különböző megyékből, de 1217 szeptemberében, a Máté-napi csatában elesett. 

## A hatalom címe és foka
Az egyetlen írott életrajzi adat Lembitről Henrik Livónia Krónikájából származik, ahol "idősebb" és "princeps ac senior perfidus Lembitus" ("megbízhatatlan herceg és idősebb Lembitu") néven írják le. Egy másik helyen a krónika a „Lambito et Meme, seniores de Sackale”-ról (Lembuto és Meme, Sakala vénjei) beszél, azaz nem Lembitu volt a megye egyetlen véne, ami kizárja, hogy Lembitu „Sakala királya” vagy "véne" címének bizonyos értelmezéseit. A modern régészeti bizonyítékok arra utalnak, hogy Sakala királyság volt. 

## Lembitu koponyájának kutatása Lengyelországban
A pletykák szerint Lembitu koponyája egy lengyel múzeumban lehet. Az 1970-es években az Észtországba látogató lengyel diákok egy csoportja egy „észt király” koponyájának otthont adó múzeumról beszélt „Rex Estorum” leírással. 2017-ben Észtország és Lengyelország elkezdte keresni ezt a koponyát, de ez időigényes folyamat volt, mivel az országban több mint 5000 múzeum van. 